# Etna Trasporti
L'Etna Trasporti è una società per azioni di trasporto passeggeri che gestisce autolinee su strada; ha sede a Catania e svolge attività di trasporto pubblico prevalentemente su tratte della Sicilia orientale. Svolge anche servizi di noleggio e gran turismo. Dal 1996 fa parte del Gruppo Interbus.
La società rilevò alla fine del 1962 il parco mezzi e le attività della precedente società ISTA a sua volta direttamente derivata dallo scorporo delle attività di trasporto, su scala nazionale, della vecchia società SITA.
Fino a metà degli anni ottanta aveva una propria stazione degli autobus con annesso deposito ed officina nel cuore della città di Catania, nella centralissima Via Rocca Romana. In seguito si trasferì nella nuova e più adeguata sede di Via San Giuseppe la Rena, a poca distanza dall'Aeroporto di Catania-Fontanarossa.
Assieme alla Sais Autolinee di Enna ed alla AST azienda regionale di Palermo, costituisce l'ossatura del trasporto pubblico su strada in tutta la Sicilia. In conseguenza della dismissione di tratte e servizi delle rete ferroviaria, avvenuta a più riprese nel secondo dopoguerra, il servizio di autobus è divenuto il più capillare sistema di trasporto fra i vari centri dell'isola.